# تچوو
تچوو (به لهستانی:  Tczów) یک روستا در لهستان است که در گمینا تچوو واقع شده‌است. تچوو ۶۲۰ نفر جمعیت دارد.